# Petronio Zecchini
Petronio Zecchini (Bologna, 1739 – 1793) è stato un anatomista italiano, docente della cattedra di anatomia all'Alma Mater Studiorum.

## La disputa sulle donne
Luigi Galvani nel 1774 lodò il coraggio e la determinazione di Anna Morandi Manzolini, scrivendo che le donne non dovrebbero restare nella completa ignoranza come una prigione. Petronio Zecchini, con una visione meccanicistica del rapporto mente-corpo, affermò in risposta a Galvani che le donne per natura fossero inadatte agli studi, condizionate dalle emozioni e dai pensieri generati non dal cervello ma dall'utero; contro la teoria dell'"utero pensatore" intervennero altri professori, anche nell'anonimato: le argomentazioni in difesa delle donne erano incentrate sul carattere sociale e culturale dell'esclusione dalle scienze del sesso femminile, non per causa naturale.

## Opere
- DÌ Geniali Della Dialettica Delle Donne, Ridotta Al Suo Vero Principio. Dedicata All'Illustrissimo Signor Dottor Fisico Francesco Merli, Primo Medico Degli Eserciti, E Spedali Di S.M. Il Re Delle Due Sicilie. Napoli, 1773. Opera apparsa inizialmente in forma anonima; con forte misoginia viene sbeffeggiata la matematica milanese Maria Gaetana Agnesi sostenendo che la natura femminile non rende adatti agli studi.[3][2]